# مقاطعة بويد (كنتاكي)
مقاطعة بويد (بالإنجليزية: Boyd County)‏ هي إحدى المقاطعات في ولاية كنتاكي في الولايات المتحدة الأمريكية.